# Christina Moore
Christina Moore (Palatine, 12 de abril de 1973) é uma atriz norte-americana. É notável pela participação em MADtv, substituindo Lisa Robin Kelly como Laurie Forman em That '70s Show, durante a sexta temporada e interpretando Candy Sullivan no programa da TNT chamada Hawthorne.

## Filmografia
| Filme         | Filme                    | Filme                                     | Filme                                             |
| Ano           | Filme                    | Papel                                     | Notas                                             |
| ------------- | ------------------------ | ----------------------------------------- | ------------------------------------------------- |
| 2004          | Without a Paddle         | Butterfly                                 |                                                   |
| 2005          | The Bad Girl's Guide     | Sarah                                     |                                                   |
| 2002          | Complete Guide to Guys   | Elaine                                    |                                                   |
| 2007          | Delta Farce              | Karen                                     |                                                   |
| 2011          | Born to Race             | Ms. Parker                                |                                                   |
| Televisão     |                          |                                           |                                                   |
| Ano           | Título                   | Papel                                     | Notas                                             |
| 1996          | Beverly Hills, 90210     | Sexy Anchor                               |                                                   |
| 1996          | Married... with Children | Gorgeous Woman                            |                                                   |
| 1997          | The Burning Zone         | Tracy                                     |                                                   |
| 1997          | Wings                    | Terri                                     |                                                   |
| 1997          | The Sore Losers          | J-Wags Patron                             |                                                   |
| 1997          | Silk Stalkings           | Susan Henderson                           |                                                   |
| 1997          | Fired Up                 | Betsy                                     |                                                   |
| 1997          | Almost Perfect           | Jenny                                     |                                                   |
| 1998          | Unhappily Ever After     | Cherri                                    |                                                   |
| 1998          | The Drew Carey Show      | Court Reporter                            |                                                   |
| 1998          | Friends                  | Marjorie                                  |                                                   |
| 1998          | Conrad Bloom             | Allison                                   |                                                   |
| 1998          | Hyperion Bay             | Amy Sweeny                                |                                                   |
| 1998, 2000    | Suddenly Susan           | Heather (1998), Elizabeth Macstone (2000) |                                                   |
| 2000          | Just Shoot Me!           | Colleen                                   |                                                   |
| 2001          | Seven Days               | Dr. Grace Weiman                          |                                                   |
| 2001          | Family Law               | Jennifer Cooke                            |                                                   |
| 2001          | Walking Shadow           | Jocelyn Colby                             |                                                   |
| 2001          | Pasadena                 | Jayleen Richards                          |                                                   |
| 2002          | 24                       | Dana                                      |                                                   |
| 2002-2003     | MADtv                    | Various Characters                        | Elenco principal                                  |
| 2003-2004     | That '70s Show           | Laurie Forman                             | Elenco recorrente                                 |
| 2005          | Hot Properties           | Emerson Ives                              |                                                   |
| 2008          | Women's Murder Club      | Drew Kaplan                               | Atriz convidada                                   |
| 2008          | Two and a Half Men       | Cynthia Sullivan                          | Atriz convidada                                   |
| 2008-2009     | 90210                    | Tracy Clark                               | Elenco recorrente                                 |
| 2009-presente | Hawthorne                | Candy Sullivan                            | Elenco principal                                  |
| 2009          | Sonny With A Chance      | Tammi Hart                                |                                                   |
| 2010          | Burn Notice              | Isabella Corvino                          |                                                   |
| 2010          | True Blood               | Suzanne McKittrick                        |                                                   |
| 2011-2015     | Jessie                   | Christina Ross                            | Elenco recorrente, Disney Channel Original Series |
| 2015-presente | Bunk'd                   | Christina Ross                            | Atriz Convidada, Disney Channel Original Series   |